# First Reserve Corporation
First Reserve Corporation es una empresa de capital riesgo (equity) especializada en compra apalancada (en inglés, leveraged buyouts) y con inversiones de capital expansión en el sector de la energía. First Reserve fue fundada en 1984 y es el más antiguo fondo de equidad privado dedicado al sector de la energía.
A finales de 2007, First Reserve tenía 55 empleados en las oficinas de Greenwich (Connecticut), Houston (Texas) y Londres.

## Inversiones
La empresa capta Fondos públicos y privados con finalidad explícita o abierta.  En el año 2004 reunió más de $2.300 millones de dólares para su Fondo X. Un año después llegó a $5.500 millones (Fondo XI). En 2006 captó $7.800 millones de dólares para inversiones (Fondo XII). En 2008 reunió aproximadamente $8.900 millones de dólares para inversiones (Fondo XIII), entre las cuales la energía es la más beneficiada. 
En 2008, First Reserve adelantó su programa de inversión de energía renovable con el €261 millones para la adquisición de las española Gamesa Solar.  Además, First Reserve comprometió €600 millones de euros para formar un grupo de energía renovable europeo con capacidad para llegar a producir 400MW de electricidad en el sur de Europa para 2012.
La mayoría de transacciones de First Reserve en el sector de la energía tradicional incluye a estas empresas:
- PBF Energy, 2008[2]
- CHC Helicopter, 2008
- Brand Services, 2007[3]
- Dresser Industries, 2004[4]
- Pride International, 1999[5]
- Enterra Corporation, 1994[6]

## Otras notas
En septiembre de 2006, el presidente y CEO de First Reserve Corporation, William E. Macaulay, donó $30 millones de dólares a la Universidad de la Ciudad de Nueva York (la donación más grande en la historia de CUNY, City University of New York) para dotar el The William E. Macaulay Honors College.
En 2002 establece acuerdos con la compañía Alfa Natural Resources, que es una de las compañías de carbón más grandes de EEUU.